# قسطنطين دوكاس (قسيم الملك)
قسطنطين دوكاس ((باليونانية: Κωνσταντίνος Δούκας)‏, Kōnstantinos Doukas), (أواخر 1074 – حوالي 1095) كان الإمبراطور البيزنطي الأصغر من 1074-1078، ومرة أخرى من 1081-1087. ولد من الإمبراطور ميخائيل السابع والإمبراطورة ماريا باغراتيوني في أواخر عام 1074، وترقى إلى إمبراطور صغير في نفس العام. كان إمبراطورًا صغيرًا حتى عام 1078، عندما استُبدل ميخائيل السابع بـ نقفور الثالث بوتانياتيس. ولأن قسطنطين لم يكن إمبراطورًا صغيريًا تحت قيادة نقفور الثالث، فإن خطبته لـ أوليمبياس، ابنة روبرت جيسكارد، قد تم كسرها، والتي استخدمها روبرت جويسكارد كذريعة لغزو الإمبراطورية البيزنطية. أجبر يوحنا دوكاس (John Doukas (Caesar)) نقفور على التنازل عن العرش إلى ألكسيوس الأول كومنينوس في عام 1081، وبعدها بفترة قصيرة رقي ألكسيوس قسطنطين إلى إمبراطور صغير تحته. بقي قسطنطين إمبراطوراً صغيراً حتى عام 1087، عندما ولد لـ ألكسيوس ابن، يوحنا الثاني كومنينوس. مات قسطنطين في حوالي 1095.